# Кисёв, Александр
Александер Кисёв (болг. Александър Николов Кисьов; 10 июня 1879, Елена — 26 декабря 1964, София) — болгарский военный и государственный деятель, генерал кавалерии (1934), министр обороны Болгарии (1931—1934), дипломат.

## Биография
В 1898 году окончил Военное училище в Софии, в 1899 году получил звание лейтенанта.
Младшим офицером был назначен на должность в эскадрон лейб-гвардии, где 1903 году получил звание старшего лейтенанта.
Вскоре откомандирован во Францию, где окончил Военную академию в 1906 году. 31 декабря 1906 года стал капитаном. В 1907—1908 годах служил в свите царя Фердинанда I, был военным наставником наследника Бориса III.
В период с 1910 по 1911 год был военным атташе в Белграде.
2 августа 1912 года получил звание майора, а затем в период с 1912 по 1913 год служил военным атташе в Бухаресте.
Во время Второй Балканской войны (1913) — начальник оперативного отдела штаба объединённых 4-й и 5-й армий. После заключения Бухарестского мира, в 1913 году был членом комиссии по демаркации границы Болгарии с Сербией.
В 1914—1915 годах служил в Лейб-гвардейском конном полку, после чего был инспектором в военном училище. В августе 1915 года ему было присвоено звание подполковника. Служил в военной инспекции кавалерии.
Во время Первой мировой войны (1915—1918) был начальником Бургасского контрольно-пропускного пункта, в войне против Румынии в 1916 — начальником штаба конной дивизии генерал-майора Ивана Колева. В октябре 1917 года получил чин полковника. В 1918—1922 годах — начальник кавалерийской школы, начальник оперативного отдела штаба армии и командир 1-й пехотной бригады. С 1919 по 1930 год возглавлял жандармерию.
26 марта 1925 года присвоен чин генерал-майора, а 15 мая 1930 года звание генерал-лейтенанта. С 31 января 1931 по 9 мая 1934 года занимал пост военного министра в кабинете Андрея Ляпчева. В 1934 году был уволен со службы из-за выявленных злоупотреблений в армии.
С мая 1934 года — генерал кавалерии.